# Vincenzo Joppi
Vincenzo Gabriele Joppi (Udine, 28 maggio 1824 – Udine, 1º luglio 1900) è stato un medico e bibliotecario italiano.
È stato definito "il maggiore bibliotecario friulano dell'Ottocento".

## Biografia
Figlio di Luigi Joppi (farmacista) e Maria Angela Crasti (casalinga), ebbe cinque fratelli: Antonio, Anna, Caterina, Alessandro e Maria.
Dopo gli studi al ginnasio vescovile e quelli al liceo di Udine, studiò presso l'Università di Padova dove il 20 luglio 1848 si laureò in medicina. Un anno dopo, nel 1849, ottenne il diploma di laurea in chirurgia e nel 1850 il diploma in ostetricia.
Negli anni '50 comincia a far parte delle principali istituzioni culturali della città di Udine, come l'Accademia e il Gabinetto di lettura. In questo periodo inizia anche ad entrare in contatto con importanti studiosi italiani e stranieri tra i quali: Graziadio Isaia Ascoli, Alessandro D'Ancona, Francesco Novati, Theodor Mommsen, Charles-Moise Briquet, Giovan Pietro Vieusseux.
Nel 1867 la Municipalità lo incarica di verificare se negli edifici delle soppresse congregazioni ecclesiastiche di Udine e Spilimbergo ci siano materiali che potrebbero essere richiesti per la Biblioteca e per il Museo. Da questo momento la collaborazione fra Joppi e la Biblioteca civica sarà sempre più stretta: nel 1869 egli entrerà a far parte della commissione per la Biblioteca e nel 1878 ne diventerà bibliotecario.
Fino a quando la morte lo colse il 1º luglio 1900, Vincenzo Joppi lavorò come bibliotecario alla Biblioteca civica di Udine e continuò instancabilmente a ricercare, raccogliere e studiare centinaia di documenti riguardanti la storia del Friuli.
Nel 1906, il fratello Antonio Joppi donò alla biblioteca civica di Udine il cosiddetto "Fondo Joppi", costituito dagli oltre 700 volumi e cartelle raccolti privatamente da Antonio e Vincenzo a partire dagli anni '40.
Il suo contributo allo sviluppo della biblioteca di Udine fu così evidente che il periodo in cui egli è stato bibliotecario è stato definito "eroico". 
Nel 1925 gli è stata intitolata la stessa biblioteca civica che ancora oggi si chiama Biblioteca civica "Vincenzo Joppi".
A Vincenzo Joppi è dedicata anche una via di Udine che si trova nel quartiere di San Rocco.

## Opere
- Contributo quarto ed ultimo alla storia dell'arte del Friuli ed alla vita dei pittori, intagliatori, scultori, architetti ed orefici friulani dal 14. al 18. secolo, Venezia, Regia Deputazione veneta di storia patria, 1894.